# فرودگاه ویزه
فرودگاه ویزه  (به انگلیسی: Weeze Airport) (به زبان بومی: Flughafen Weeze/Niederrhein) یک فرودگاه همگانی با کد یاتا NRN است که یک باند فرود بله دارد و طول باند آن بتن/آسفالت متر است. این فرودگاه در کشور آلمان قرار دارد و در ارتفاع ۳۲ متری از سطح دریا واقع شده است.